# J. Lee Thompson
John Lee Thompson (ur. 1 sierpnia 1914 w Bristolu, zm. 30 sierpnia 2002 w Sooke) – angielski reżyser filmowy, scenarzysta i producent. Nominowany do Oscara za reżyserię filmu Działa Navarony (1961).

## Życiorys
W młodości był bokserem wagi koguciej. Podczas II wojny światowej latał na B-29. Już w latach 30. XX wieku pracował przy filmach Alfreda Hitchcocka. Jako reżyser debiutował w 1950 filmem Murder Without Crime. Po sukcesie Dział Navarony przeniósł się na stałe do Stanów Zjednoczonych. Po raz ostatni stanął za kamerą w 1989, realizując kolejny film z udziałem Charlesa Bronsona.
Zasłynął jako twórca tak cenionych filmów, jak: Działa Navarony (1961), Przylądek strachu (1962) czy Złoto MacKenny (1969). Wybitne kreacje stworzyli w nich: Gregory Peck, Anthony Quinn, Robert Mitchum, David Niven. W latach 70. rozpoczął długoletnią współpracę z Bronsonem. W latach 1976–1989 wyreżyserował 9 filmów akcji z Bronsonem w roli głównej; były to: St. Ives (1976), Biały bizon (1977), Caboblanco (1980), Za 10 minut północ (1983), Zło, które czyni człowiek (1984), Prawo Murphy'ego (1986), Życzenie śmierci 4 (1987), Posłaniec śmierci (1988), Zakazane tematy (1989).
Zmarł w swoim domku letniskowym w wieku 88 lat. Bezpośrednią przyczyną śmierci była niewydolność serca.

## Najważniejsze filmy
- U progu ciemności (1956)
- Ice-Cold in Alex (1958)
- Nieletni świadek (1959)
- Ostatni pociąg z Haserabadu
- Działa Navarony (1961)
- Taras Bulba (1962)
- Przylądek strachu (1962)
- Królowie słońca (1963)
- Pięciu mężów pani Lizy (1964)
- Oko diabła (1966)
- Zdążyć przed zimą (1969)
- Najniebezpieczniejszy człowiek świata (1969)
- Złoto MacKenny (1969)
- Fergusonowie (1970)
- Podbój Planety Małp (1972)
- Bitwa o Planetę Małp (1973)
- Huckleberry Finn (1974)
- Biały bizon (1977)
- Grecki magnat (1978)
- Przeprawa (1979)
- Upiorne urodziny (1981)
- Za 10 minut północ (1983)
- Zło, które czyni człowiek (1984)
- Kopalnie króla Salomona (1985)
- Prawo Murphy’ego (1986)
- Słoneczny wojownik (1986)
- Życzenie śmierci 4 (1987)
- Posłaniec śmierci (1988)
- Zakazane tematy (1989)